# Criminal Justice
Criminal Justice é uma série de televisão britânica produzida pela BBC e exibida pela primeira vez em 2008. A série foi escrita por Peter Moffat.
A primeira temporada, que foi ao ar pela primeira vez em 2008, foi estrelada por Ben Whishaw como Ben Coulter, dirigido por Otto Bathurst e Luke Watson. Em 2009, a segunda temporada apresentou Maxine Peake como uma dona de casa problematica, Juliet Miller, cujo marido foi esfaqueado na cama.
Criminal Justice atraiu críticas positivas e ganhou diversos prêmios entre eles, dois BAFTA Awards de Melhor Série Dramática e Melhor Roteiro, três Royal Television Society Awards e um Emmy Internacional de Melhor Ator para Ben Whishaw. Um remake da primeira temporada foi transformada em uma minissérie pela HBO em 2016, intitulada The Night Of, estrelado por John Turturro e Riz Ahmed.

## Elenco

### 1º Temporada
- Ben Whishaw ... Ben Coulter
- David Westhead ... Barry Coulter
- Juliet Aubrey ... Mary Coulter
- Pete Postlethwaite ... Hooch
- Ruth Negga ... Melanie Lloyd
- Vineeta Rishi ... Frances Kapoor
- Con O'Neill ... Ralph Stone
- Bill Paterson ... Harry Box
- Lindsay Duncan ... Alison Slaughter

### 2º Temporada
- Maxine Peake ... Juliet Miller
- Matthew Macfadyen ... Joe Miller
- Alice Sykes ... Ella Miller
- Sophie Okonedo ... Jackie Woolf
- Zoe Telford ... Anna Klein
- Denis Lawson ... Bill Faber
- Steven MacKintosh ... Chris Sexton
- Kate Hardie ... Flo Sexton
- Nadine Marshall ... Norma
- Imdad Miah ... Joao
- Eddie Marsan ... Saul

## Prêmios
Primeira temporada
- British Academy Television Awards 2008
  - Venceu — Melhor Série Dramática
  - Venceu — Melhor Roteiro para Peter Moffat[2]
  - Indicado — Melhor Ator para Ben Whishaw[3]
  - Indicado — Melhor Direção (Ficção/Entretenimento) para Otto Bathurst
  - Indicado — Melhor Edição (Ficção/Entretenimento) para Sarah Brewerton[4]

- Emmy Internacional 2009
  - Venceu — Melhor Ator para Ben Whishaw[5]

- Royal Television Society Awards 2008
  - Venceu — Melhor Ator para Ben Whishaw
  - Venceu — Melhor Trilha Sonora (Canção original) para John Lunn
  - Venceu — Melhor Tape e Montagem (Drama) para Sarah Brewerton
  - Indicado — Melhor Série Dramática
  - Indicado — Melhor Roteiro para Peter Moffat[6]
  - Indicado — Melhor Efeitos Sonoros (Drama) para Billy Quinn[7]

Segunda Temporada
- British Academy Television Awards 2009
  - Venceu — Melhor Ator Coadjuvante para Matthew MacFadyen [8]